# Саид Нурси
Саид Нурси (1878 – 23 март 1960) е ислямски мислител от кюрдски произход в Османската империя и Турция.

## Биография
Роден е в село Нурс (днес в илче (околия) Хизан, вилает Битлис), Османската империя.
Автор е на съчиненията „Рисале-и Нур“ („Послания от светлина“), коментар на Корана с повече от 5 хиляди страници. Известен е и като Бедиуз заман, което означава „Чудо на времето“.
Саид Нурси насърчава мюсюлмани и християни да обединят усилията си срещу агресивния атеизъм, като посочва, че религиите могат да работят заедно в областта на вярата.

## Мисли на Нурси
- „Възраждането на религията означава възраждане на нацията.“
- „Човекът, който вижда доброто в нещата, има добри мисли. А този, който има добри мисли, има наслада от живота.“
- „Терзанието учи на поквара, отчаянието е източник на заблуденост, а тъмнината на сърцата крие душевно терзание.“
- „Бисмиллах е начало на всяко благо и първоизвор на всяко важно нещо, затова и ние започваме с него.“